# Danny Chandler
Danny Chandler   (Sacramento, 5 d'octubre de 1959 - Yuba City, 4 de maig de 2010), conegut també com a Magoo, fou un pilot professional de motocròs nord-americà que va competir als Campionats AMA de motocròs entre el 1979 i el 1985. És especialment recordat pel seu estil de pilotatge dur i agressiu.

## Biografia
Danny "Magoo" Chandler va començar la seva carrera com a pilot professional amb l'equip de fàbrica de Maico el 1979. El malnom de Magoo, que li havia posat el seu pare a una edat primerenca, el va mantenir sempre. El 1982 va entrar a l'equip de fàbrica americà d'Honda. Aquell mateix any va vèncer els antigament dominants pilots europeus al Gran Premi dels Estats Units de 500cc, celebrat en un dels circuits de motocròs més durs dels Estats Units, Carlsbad. Aquell any mateix va guanyar les dues mànegues dels dos principals esdeveniments internacionals: el Motocross des Nations i el Trophée des Nations, esdevenint així el primer a guanyar les dues mànegues a ambdós esdeveniments el mateix any.
Després de perdre el seu lloc a l'equip d'Honda, Chandler se'n va anar a Europa per a competir al Campionat del Món de motocròs. La seva carrera es va acabar quan es va quedar paralític després d'un accident en una cursa de supercross a París el 1986. Malgrat tot, Chandler va començar a promocionar curses de bicicleta de muntanya i es va involucrar amb el programa educatiu de conscienciació contra les drogues D.A.R.E., creat a Los Angeles el 1983. El 1999, Chandler va ser incorporat a l'AMA Motorcycle Hall of Fame.
Danny Chandler es va morir el 2010, a 50 anys, a causa de malalties relacionades amb la seva paràlisi.

## Palmarès
Victòries per any
| Any  | Equip | Campionat             |
| ---- | ----- | --------------------- |
| 1982 | Honda | Motocross des Nations |
| 1982 | Honda | Trophée des Nations   |